# 米内沢町
米内沢町（よないざわまち）は秋田県北秋田郡にあった町。現在の北秋田市北西部、秋田内陸縦貫鉄道秋田内陸線の米内沢駅周辺にあたる。本項では町制前の名称である米内沢村（よないざわむら）についても述べる。

## 地理
- 山：倉ノ山、大森山
- 河川：阿仁川

## 歴史
- 1889年（明治22年）4月1日 - 町村制の施行により、米内沢村、本城村、浦田村の区域をもって米内沢村が発足。
- 1902年（明治35年）6月14日 - 米内沢村が町制施行して米内沢町となる。
- 1956年（昭和31年）9月30日 - 前田村と合併して森吉町が発足。同日米内沢町廃止。

## 地名の由来
地名の後に「ナイ」がつく地名は主に北海道、樺太、千島に多く見られ、アイヌ語の「川」もしくは「沢」を指す。
阿仁川の古名が「ヨナイ」と考えられ、その後米内沢の地名につながったと考えられる。

## 交通

### 鉄道路線
- 日本国有鉄道
  - 阿仁合線（現・秋田内陸縦貫鉄道秋田内陸線）
    - 米内沢駅

### 道路
- 阿仁街道（現・国道105号）
- 五城目街道（現・国道285号）

## 著名出身者
- 成田為三 (作曲家)